# Desa Tanjungrasa Kidul
Desa Tanjungrasa Kidul är en administrativ by i Indonesien.   Den ligger i provinsen Jawa Barat, i den västra delen av landet, 80 km öster om huvudstaden Jakarta.